# 1861 ve fotografii

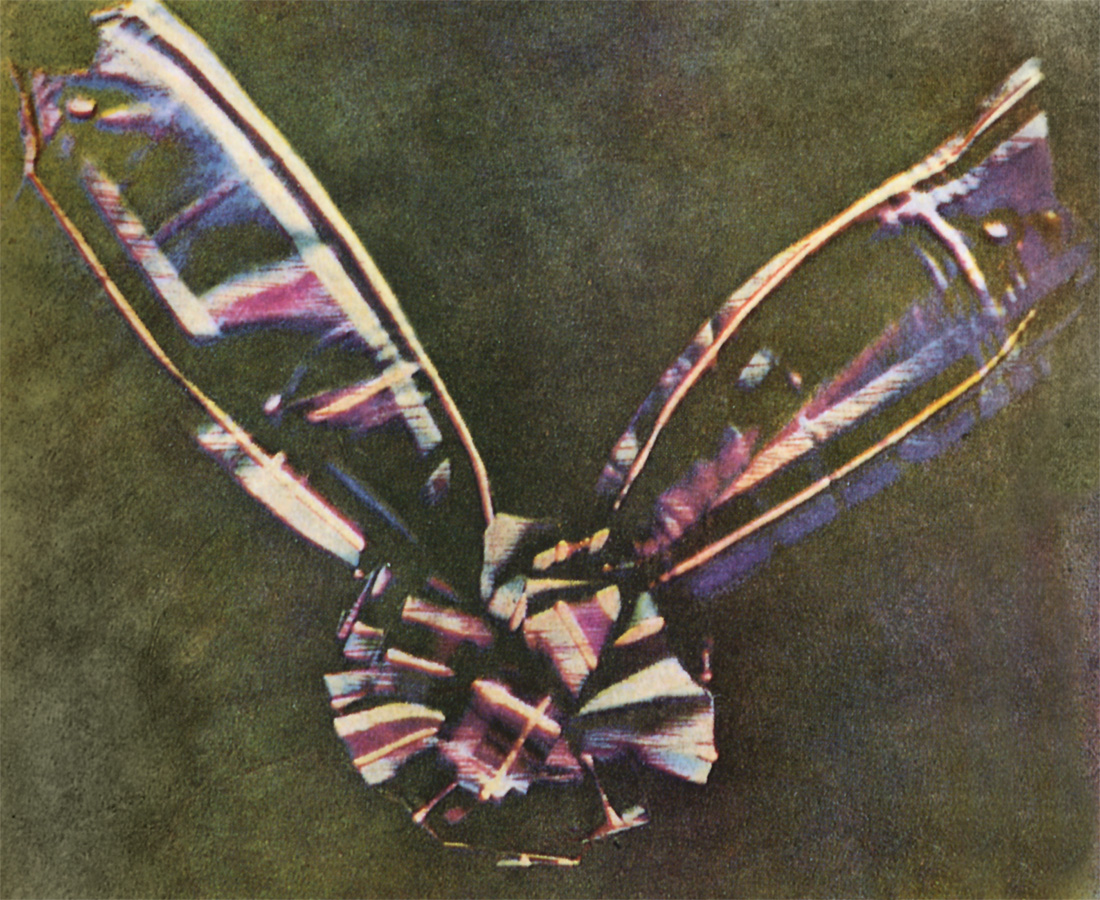
Stužka, první barevná fotografie, James Clerk Maxwell, 1861

Tento článek obsahuje významné fotografické události v roce 1861.

## Události
- 17. května – Světlo světa spatřila první barevná fotografie Stužka Jamese Maxwella, aditivní metodou promítnutý obraz tartanové stuhy.[1][2]

- Bratři Louis-Auguste Bisson a Auguste-Rosalie Bisson (1826–1900) pořídili první fotografie na vrcholu Mont Blancu. Putovalo s nimi pětadvacet nosičů technického vybavení, museli nahoru dopravit celou temnou komoru včetně kamínek na rozehřátí sněhu, vše okolo 250 kg. Fotografie byly provedeny s využitím kolodiového procesu na velkoformátové negativy, často až 30 × 40 cm.[3]

- Únor – Hilda Sjölin otevřela v Malmö fotografické studio, čímž se stala jednou z prvních známých švédských profesionálních fotografek.

- 22. března – v Rakouské akademii věd ve Vídni byla založena Photographische Gesellschaft (Fotografická společnost), první sdružení fotografů v Rakousku.

- 12. dubna vypukla Americká občanská válka a byla jednou z prvních válek, která byla fotograficky dokumentována. Mathew B. Brady, Alexandr Gardner a Timothy H. O'Sullivan se stali prvními fotografickými válečnými korespondenty, kteří fotografovali velmi blízko bojiště.

- Ve skotském Edinburgu byla založena Edinburská fotografická společnost.

## Narození v roce 1861
- 10. února – Henri-Gédéon Daloz, francouzský malíř a fotograf († 2. listopadu 1941)
- 12. února – Frank Rinehart, americký malíř a fotograf († 17. prosince 1928)
- 8. března – Lina Jonn, švédská průkopnice v oblasti fotografického průmyslu († 25. prosince 1896)
- 1. dubna – Venancio Gombau, španělský fotograf a novinář († 11. srpna 1929)
- 5. dubna – Minna Keene, piktorialistická portrétní fotografka - samouk narozená v Německu († 5. listopadu 1943)
- 5. května – Karl Kaser, rakouský právník a fotograf († 19. června 1942)
- 19. července – August Stauda, rakouský fotograf († 8. července 1928)
- 22. července – Kamei Koreaki, japonský válečný fotograf († 18. července 1896)
- 26. srpna – Émile Hamonic, francouzský fotograf a vydavatel († 24. července 1943)
- 25. září – Guido Boggiani, italský malíř a fotograf († 1901)
- 28. září – Paul Boyer, francouzský fotograf († 20. prosince 1952)
- 9. října – Joseph Knaffl, americký výtvarný a portrétní fotograf († 23. března 1938)
- 9. října – Bodil Hauschildtová, dánská portrétní fotografka, od roku 1880 provozovala vlastní studio v Ribe († 24. prosince 1951)
- 17. listopadu – Wallace Nutting, americký ministr, umělec a fotograf († 19. července 1941)
- 20. listopadu – Guido Rey, italský fotograf († 24. června 1935)
- 21. prosince – Mary Carnellová, americká fotografka a klubistka († 10. října 1925)
- ? – Eugene de Salignac, americký fotograf († 1943)
- ? – Gottlieb Schäffer, německý fotograf († 1934)
- ? – Edith Watsonová, kanadská fotografka († 1943)
- ? – Adolf Mas Ginestà, španělský modernistický fotograf († 1. prosince 1936)
- ? – Olga Rinmanová, švédská fotografka působící v Göteborgu, kde pořizovala převážně topografické motivy města (18. února 1861 – 28. června 1927)

## Úmrtí v roce 1861
- 10. března – Étienne Casimir Oulif, francouzský fotograf (* 4. března 1804)
- 27. dubna – Antoine Fauchery, francouzský fotograf (15. listopadu 1823)
- 27. října – Marcellin Jobard, belgický grafik a fotograf (* 17. května 1792)
- 25. prosince – Theodor Sockl, rakouský malíř a fotograf (* 1815)
- ? – Luigi Sacchi, italský fotograf (* 1805)